# Jõgisoo (Ambla)
Jõgisoo – wieś w Estonii, w prowincji Järva, w gminie Ambla.